# Kindling
Koncepcja kindlingu (ang. rozniecanie) – została opisana przez Posta w 1984 roku. W tej koncepcji patogenezy chorób afektywnych autorzy zakładają możliwość istnienia ognisk rozniecania w układzie limbicznym (w ciałach migdałowatych). 
Kolejne nawroty choroby afektywnej dwubiegunowej powodowałyby uwrażliwienie i warunkowanie zwiększając aktywność tych ognisk - co powodowałby kolejne nawroty choroby. 
Do głównych przesłanek wspierających tę koncepcję należny fakt że karbamazepina, lek działający profilaktycznie przeciwko nawrotom choroby afektywnej, przeciwdziała zjawisku kindlingu w ciałach migdałowatych (ogniska takie wywoływano eksperymentalnie u zwierząt). Podobnie działa węglan litu. 
Hipoteza ta ma szczególne zastosowanie w interpretacji zaburzeń dwubiegunowych o przebiegu rapid cycling.
Koncepcja kindlingu jest też stosowana w stosunku do rozwoju objawów padaczki